# 买闾
买闾（13世纪—1328年），元朝大臣，又作买驴，元英宗时的中书平章政事。
元仁宗延祐三年（1316年），由同知枢密院事升任知枢密院事。延祐七年（1320年）元英宗即位，买闾出任辽阳行省平章政事。元英宗至治二年（1322年）二月，擔任中书省平章政事。十二月，擔任大司农，后来又担任河南行省平章政事。致和元年（1328年）元泰定帝驾崩，倒剌沙在上都拥立泰定帝的儿子阿速吉八为元天顺帝，燕帖木儿在大都拥立怀王图帖睦尔（元文宗）。买闾等十八人支持大都政权，結果买闾被倒剌沙所杀。